# David Goodman (Dokumentarfilmer)
David Goodman (* 20. Jahrhundert) ist ein US-amerikanischer Filmproduzent und Regisseur auf dem Gebiet der Dokumentation.
Von 1972 bis 1989 war er für das American Friends Service Committee tätig. In dieser Zeit war er als Produzent an Witness to War: Dr. Charlie Clements beteiligt, für den er bei der Oscarverleihung 1986 mit dem Oscar in der Kategorie Bester Dokumentar-Kurzfilm ausgezeichnet wurde. Der Film basiert auf den Erlebnissen von Charlie Clements, einem Piloten der US Air Force und späteren Arzt, der Mitglied des American Friends Service Committee wurde und als Arzt den Bürgerkrieg in El Salvador miterlebte.
In den Jahren 1992 bis 1999 war Goodman an der Pennsylvania State University tätig, wo er u. a. Drehbuchschreiben unterrichtete. Seine Arbeit als Dokumentarfilmer wurde u. a. von der Ford Foundation unterstützt.